# 斯德哥爾摩 (紐約州)
斯德哥爾摩（英語：Stockholm）是一個位於美國紐約州聖羅倫斯縣的鎮。

## 人口
根據2020年美國人口普查的數據，斯德哥爾摩的面積為244.21平方千米，當中陸地面積為243.19平方千米，而水域面積為1.02平方千米。當地共有人口3816人，而人口密度為每平方千米16人。